# Союз автономістів
Союз автономістів — організація народів у Російській імперії, яка постала під час революції 1905 і домагалася децентралізації Російської імперії на засадах національної автономії та федералізму.
Підготовну роботу виконав з'їзд у листопаді 1905 року у Петербурзі під проводом І. Бодуена де Куртене з участю представників: азербайджанців, білорусів, вірменів, грузинів, естонців, євреїв, киргизів, литовців, латишів, поляків, татар і українців.
Із скликанням І Державної Думи постала парламентарна фракція Союз автономістів, яка 11 травня 1906 року ухвалила програму «для взаємної допомоги й оборони, а також для здійснення автономної ідеї на засадах демократичних». Союз автономістів об'єднував 120 членів Державної Думи; голова фракції — О. Лєдницький (поляк), заступник голови — українець Ілля Шраг.
З ліквідацією І Державної Думи перестав діяти й Союз автономістів. Спроби відновити Союз автономістів у II Державній Думі, а згодом у 1910 році зупинилися на підготовних заходах. Ідею Союзу автономістів відновлено у 1917 року скликанням у Києві З'їзду поневолених народів.